# Manotes crassimanus
Manotes crassimanus är en tvåvingeart som beskrevs av James 1980. Manotes crassimanus ingår i släktet Manotes och familjen vapenflugor. Inga underarter finns listade i Catalogue of Life.